# Organisation für Sicherheit und Zusammenarbeit in Europa
Die Organisation für Sicherheit und Zusammenarbeit in Europa (OSZE; englisch Organization for Security and Co-operation in Europe, OSCE) ist eine verstetigte Staatenkonferenz zur Friedenssicherung. Am 1. Januar 1995 ging sie aus der Konferenz über Sicherheit und Zusammenarbeit in Europa (KSZE) hervor, welche am 1. August 1975 mit der Schlussakte von Helsinki gegründet worden war. Die OSZE besteht aus folgenden 57 Teilnehmerstaaten:
- allen Staaten Europas (einschließlich Republik Zypern) mit Ausnahme des Staates der Vatikanstadt (jedoch zuzüglich des ebenfalls vom Papst repräsentierten Heiligen Stuhls) und des auch in Europa nicht allseits anerkannten Kosovo,
- der Mongolei,
- den Nachfolgestaaten der Sowjetunion
- sowie den Vereinigten Staaten und Kanada.

Die OSZE funktioniert nach einem Konsensprinzip, grundlegende Entscheidungen müssen von allen Teilnehmerstaaten gemeinsam herbeigeführt werden.

OSZE-Hauptsitze Wien
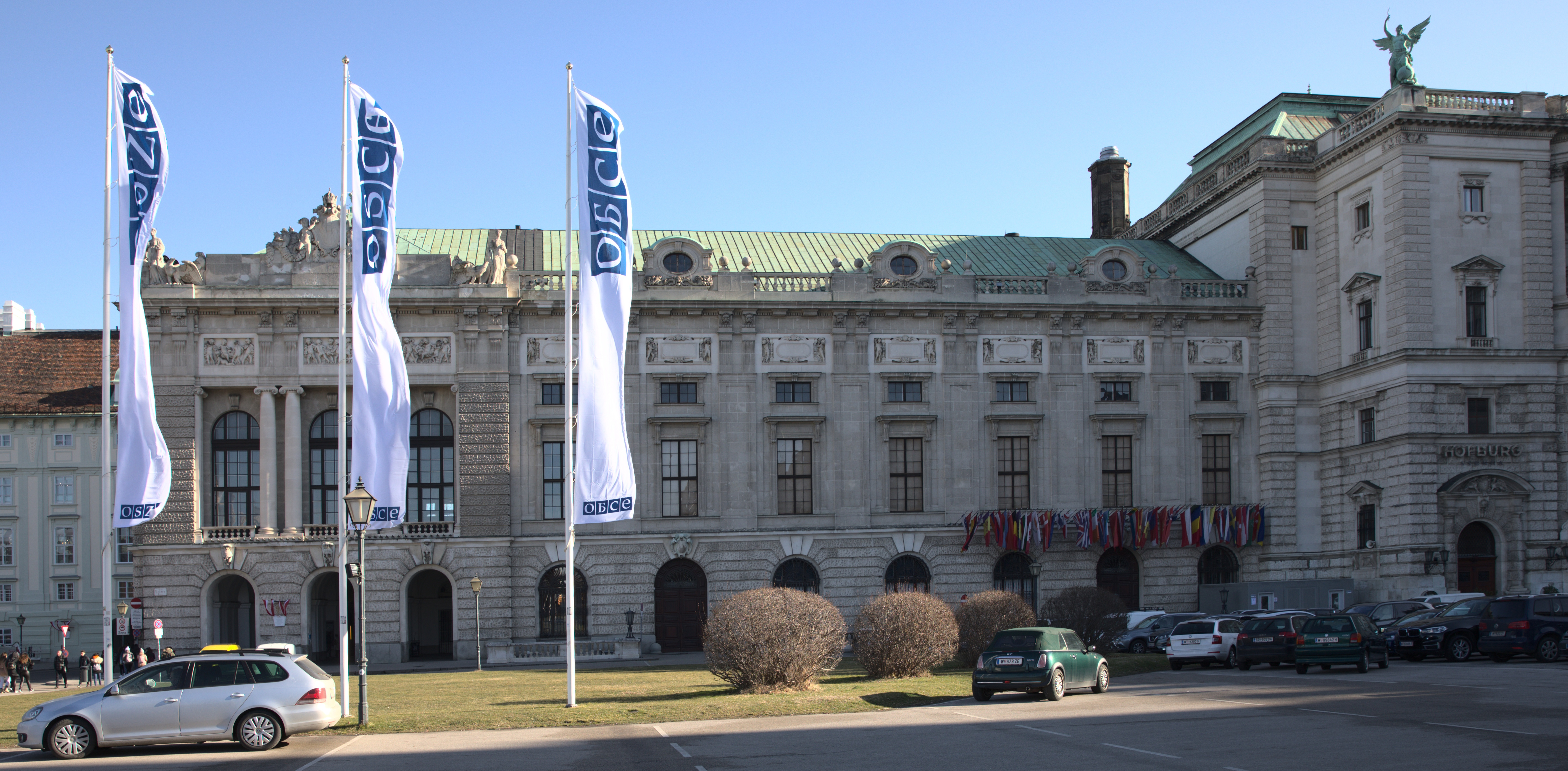
Permanenter Kongressort der OSCE im Festsaaltrakt der Wiener Hofburg
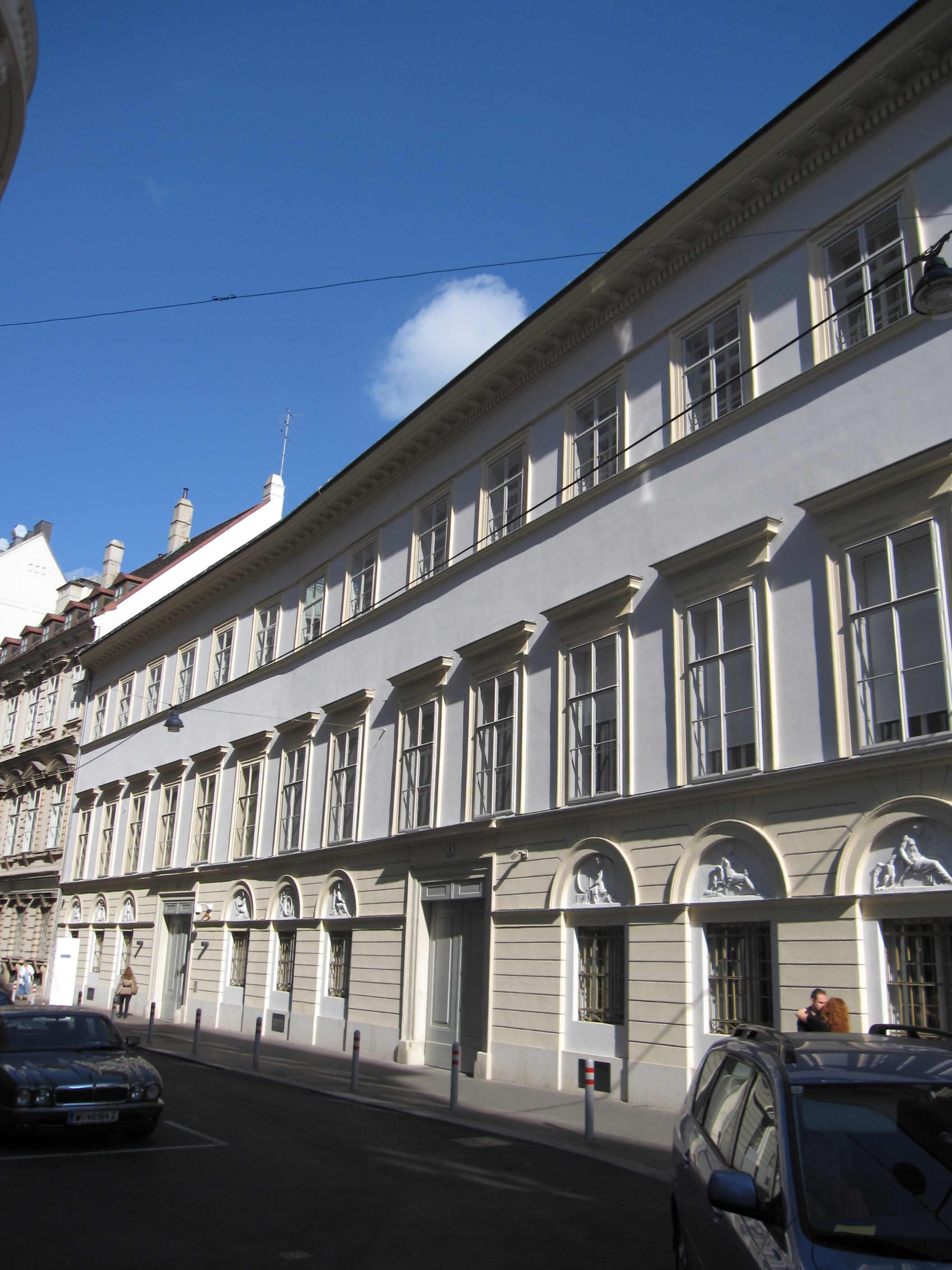
Sitz im Palais Pálffy

Der Sitz des Generalsekretariats und der wichtigsten Gremien ist Wien mit der Hofburg sowie seit 2007 auch dem Palais Pálffy an der Wallnerstraße (Hauptsitz).

## Ziele
Die Ziele der OSZE sind die Sicherung des Friedens und der Wiederaufbau nach Konflikten. Sie sieht sich selbst als stabilisierenden Faktor in Europa. Als regionale Abmachung nach Kapitel VIII der Charta der Vereinten Nationen soll die OSZE nach dem Subsidiaritätsprinzip als erster internationaler Ansprechpartner bei Konflikten innerhalb ihres Wirkungsbereiches dienen. Sie wird als System kollektiver Sicherheit angesehen und steht damit durchaus in Konkurrenz zur NATO, die allerdings deutlich militärischer ausgerichtet ist. Nach dem Prinzip „OSZE zuerst“ arbeitet sie auch mit Internationalen Organisationen zusammen. Bedingt durch das ergebnislose Gipfeltreffen 2010 blieb die Frage einer künftigen Zielsetzung der OSZE offen.
Die Aktivitäten der OSZE gliedern sich in drei Themenbereiche („Dimensionen“), die auf die drei Körbe der Schlussakte von Helsinki zurückgehen. Diese sind (a) die Politisch-Militärische Dimension, (b) die Wirtschafts- und Umweltdimension und (c) die Humanitäre (Menschenrechts-)Dimension.

## Gremien und Organe

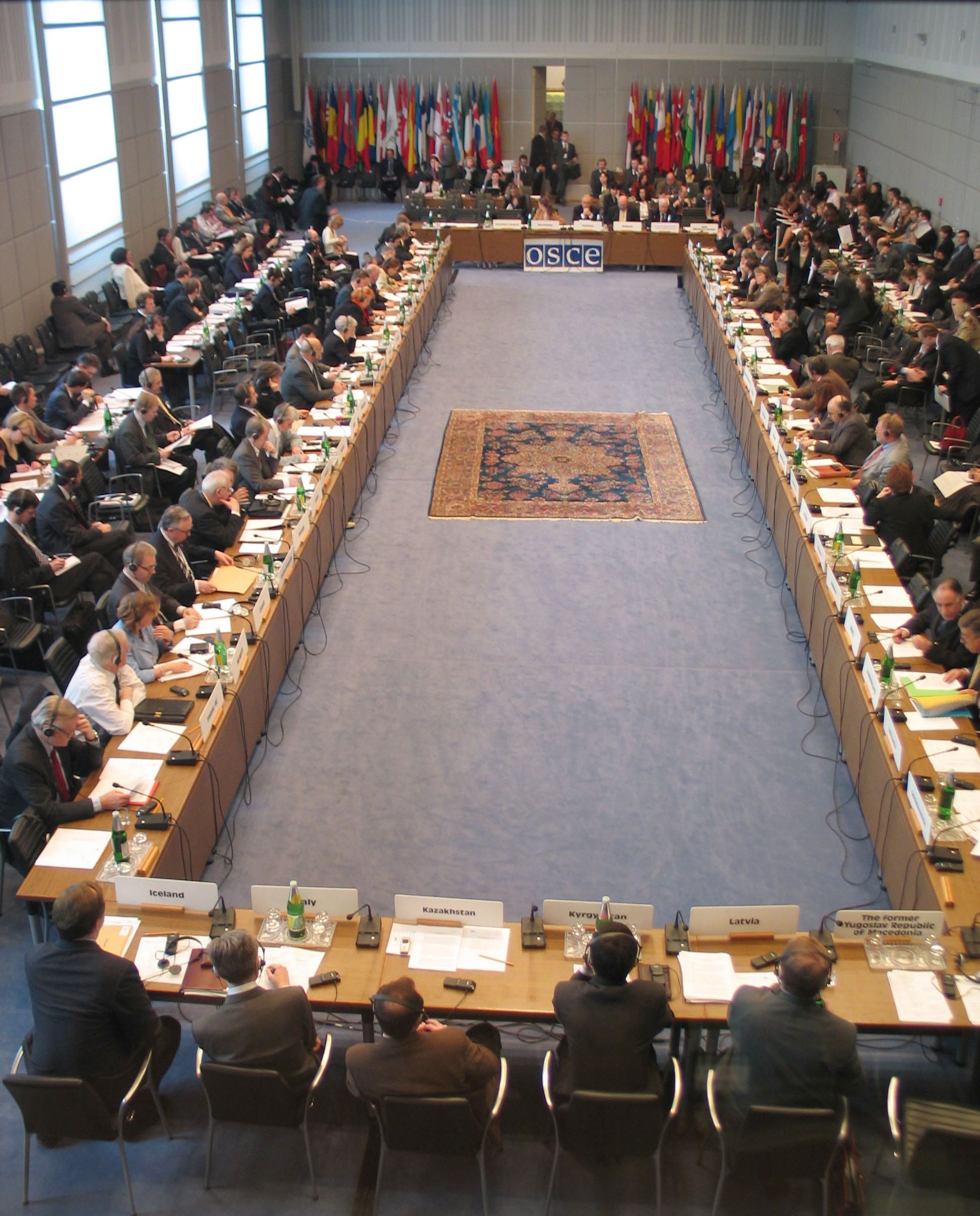
Tagung des ständigen Rates 2005 in Wien

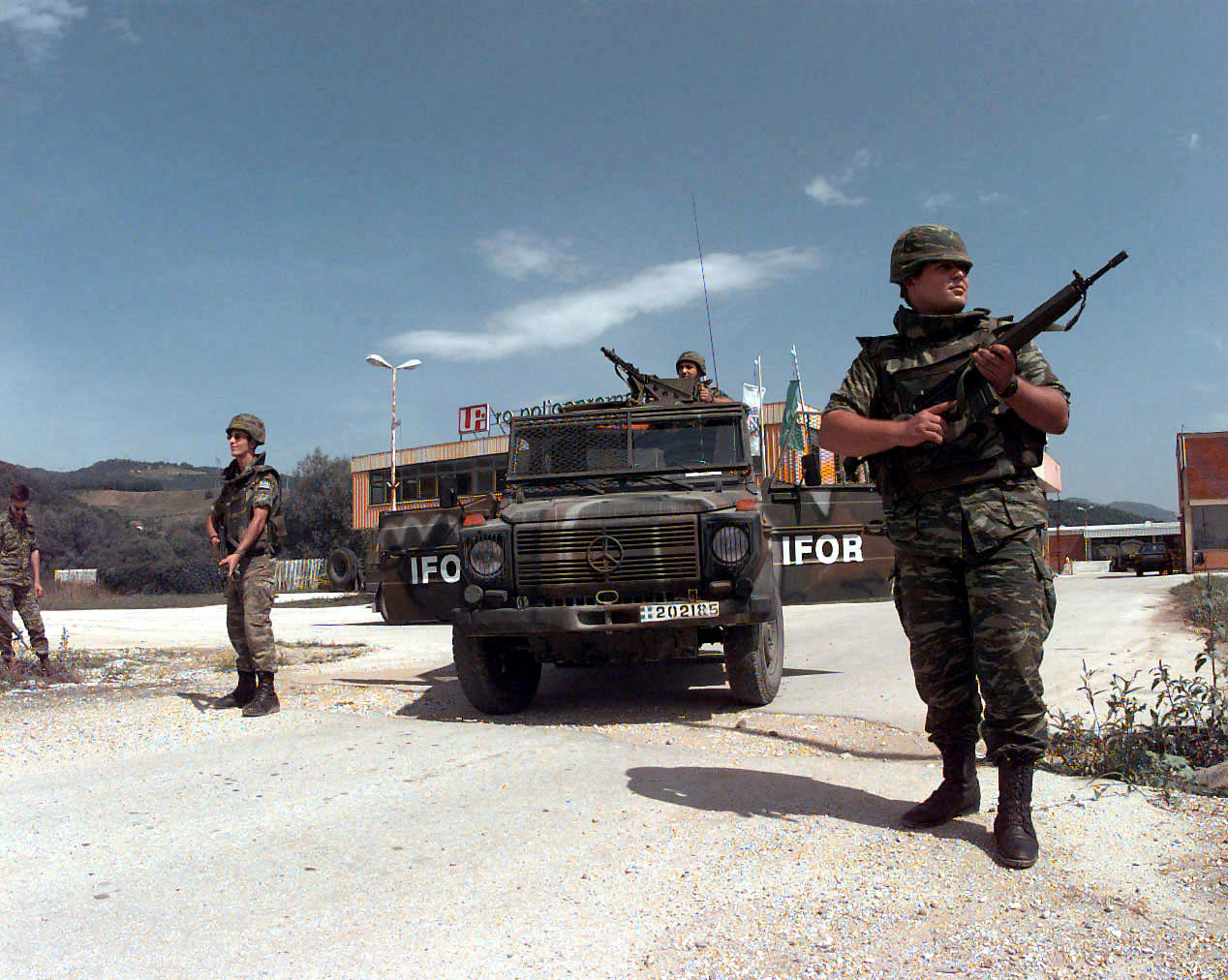
Die OSZE unterstützte den IFOR-Einsatz in Bosnien und Herzegowina, z. B. durch Stützpunkte, wie in diesem Bild gezeigt

- Amtierender Vorsitz (bildet gemeinsam mit vorherigem und folgendem Vorsitz die Troika), unterstützt durch den Generalsekretär
- Gipfel der Staats- und Regierungschefs (beschlussfassend; Treffen unregelmäßig, zuletzt 2010)
- Ministerrat (jährliches Treffen)
- Ständiger Rat (Wien, mindestens eine wöchentliche Tagung) und Komitees der drei Dimensionen.
- Parlamentarische Versammlung
- Forum für Sicherheitskooperation (kann Beschlüsse im militärisch-politischen Bereich fassen, Treffen wöchentlich)
- OSZE-Missionen und „Field Operations“
- Büro für Demokratische Institutionen und Menschenrechte (ODIHR, Office on Democratic Institutions and Human Rights)
- Hoher Kommissar für nationale Minderheiten
- Beauftragter für die Freiheit der Medien (RFOM, Representative on Freedom of the Media)

### Generalsekretäre
Die Generalsekretäre der OSZE:
| Amtszeit  | Name                       | Staat       |
| --------- | -------------------------- | ----------- |
| 1993–1996 | Wilhelm Höynck             | Deutschland |
| 1996–1999 | Giancarlo Aragona          | Italien     |
| 1999–2005 | Ján Kubiš                  | Slowakei    |
| 2005–2011 | Marc Perrin de Brichambaut | Frankreich  |
| 2011–2017 | Lamberto Zannier           | Italien     |
| 2017–2020 | Thomas Greminger           | Schweiz     |
| 2021–2024 | Helga Schmid               | Deutschland |
| 2024–     | Feridun H. Sinirlioğlu     | Türkei      |

Der Generalsekretär der OSZE hat die folgenden Aufgaben:
Politisch
- Handelt als Stellvertreter des Vorsitzenden und unterstützt ihn bei allen Aktivitäten, mit denen die Ziele der OSZE erreicht werden sollen
- Nimmt an den Besprechungen der OSZE-Troika (vorheriger, aktueller und folgender Vorsitzender) teil
- Unterstützt den Prozess des politischen Dialogs und der Verhandlungen zwischen den Teilnehmerstaaten
- Unterhält enge Kontakte mit allen OSZE-Delegationen
- Bildet, in Absprache mit dem Vorsitzenden, ein Frühwarnsystem für den Ständigen Rat im Falle von heraufziehenden Spannungen oder Konflikten im Bereich der OSZE und schlägt, nach Rücksprache mit den betroffenen Mitgliedstaaten, zeitgerechte und wirksame Maßnahmen zu deren Behebung vor
- Kann den Entscheidgremien, in Absprache mit dem Vorsitzenden, jedes mit seinem Mandat zusammenhängende Thema vorlegen
- Nimmt aktiv an den Debatten des Ständigen Rates und des Forums für Sicherheitskooperation teil

Administrativ
- Ist der administrative Geschäftsführer der OSZE und Leiter des OSZE-Sekretariats
- Sorgt für die Durchführung der Entscheide der OSZE
- Legt dem Ständigen Rat das Tätigkeitsprogramm und das Gesamtbudget vor
- Beaufsichtigt die Tätigkeiten der OSZE im Felde und koordiniert deren operationelle Arbeit
- Gewährleistet die programmliche Koordination zwischen dem Sekretariat, den Institutionen und den Tätigkeiten im Felde als auch innerhalb dieser Tätigkeiten
- Bildet die Schaltstelle für die Koordination und Beratung zwischen den OSZE-Institutionen und führt regelmäßig Koordinationsbesprechungen mit deren Leitern durch, um Synergien zu erreichen und Doppelspurigkeiten zu vermeiden

### Büro für demokratische Institutionen und Menschenrechte
Das Büro für demokratische Institutionen und Menschenrechte (BDIMR, mit der englischen Abkürzung ODIHR bezeichnet) in Warschau ist die „Hauptinstitution der Menschlichen Dimension“ (Korb III) der OSZE. Ursprünglich war das Büro für Freie Wahlen (eine Institution für internationale Wahlbeobachtung) die Komponente der Menschlichen Dimension im Institutionenpaket, über das auf dem Pariser Gipfel der KSZE 1990 verhandelt werden sollte.

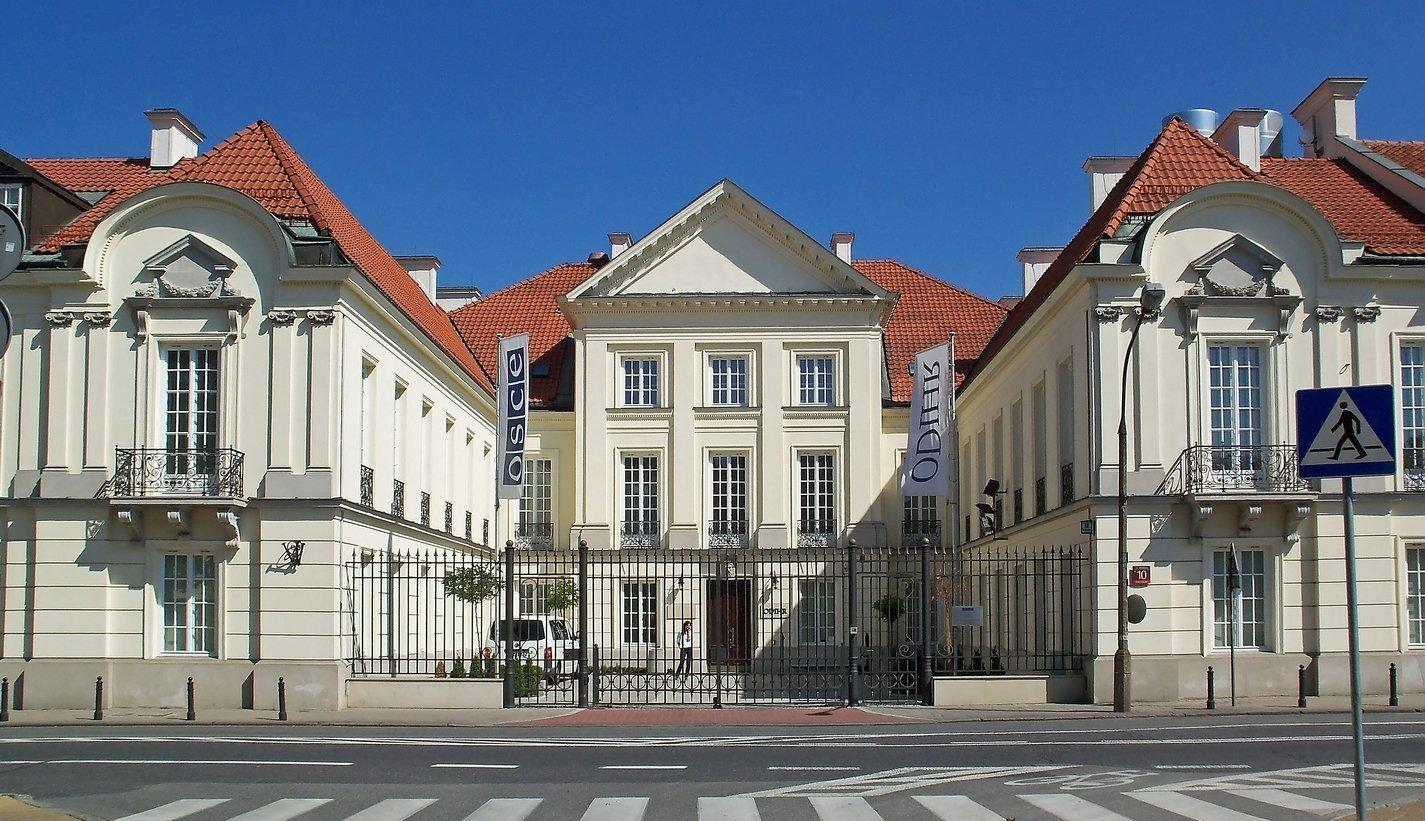
Büro für demokratische Institutionen und Menschenrechte in Warschau

Seine erste Aufgabe bestand darin, die Wahlen in den ehemaligen Ostblock-Staaten Mittel- und Osteuropas sowie in den zentralasiatischen Republiken der ehemaligen Sowjetunion zu beobachten. Mit dem Helsinki-Dokument von 1992 wird das ODIHR weiter gestärkt, Norwegen ließ den Begriff der Demokratisierung und Menschenrechte in den Institutionentitel aufnehmen.
In der Folge organisiert das ODIHR alle zwei Jahre ein Implementierungstreffen in Warschau, das die Einhaltung der OSZE-Verpflichtungen aus Korb III überwacht und an dem neben den OSZE-Teilnehmerstaaten auch andere zwischenstaatliche Organisationen und Nichtregierungsorganisationen teilnehmen. Darüber hinaus organisiert es Seminare, unterstützt die Missionen der OSZE und den Aufbau demokratischer Strukturen durch vielfältige andere Maßnahmen, sammelt Informationen und stellt sie zur Verfügung und publiziert Anleitungen. Weiterhin macht die Wahlbeobachtung einen großen Teil der Aktivitäten aus.
Direktoren
| Amtszeit  | Name                         | Staat                  |
| --------- | ---------------------------- | ---------------------- |
| 1991–1994 | Luchino Cortese              | Italien                |
| 1994–1997 | Audrey Glover                | Vereinigtes Königreich |
| 1997–2002 | Gerard Stoudmann             | Schweiz                |
| 2003–2008 | Christian Strohal            | Österreich             |
| 2008–2014 | Janez Lenarčič               | Slowenien              |
| 2014–2017 | Michael Georg Link           | Deutschland            |
| 2017–2020 | Ingibjörg Sólrún Gísladóttir | Island                 |
| 2021–2024 | Matteo Mecacci               | Italien                |
| 2024–     | Maria Telalian               | Griechenland           |

### Wirtschafts- und Umweltdimension
Die Wirtschafts- und Umweltdimension geht auf den „zweiten Korb“ von Helsinki (Zusammenarbeit in den Bereichen Technologie, Wissenschaft, Wirtschaft und Umwelt) zurück. In der Wirtschafts- und Umweltdimension kümmert sich die Organisation unter anderem um die Bekämpfung von Korruption, Geldwäsche, Finanzierung des Terrorismus, organisierter Kriminalität, sowie Internetkriminalität. Außerdem fördert die OSZE Zusammenarbeit im Umweltbereich, der Wasserverwaltung, Migrationsfragen und Energie.

### Hoher Kommissar für nationale Minderheiten
Der Posten des Hohen Kommissars für nationale Minderheiten (HKNM) wurde auf dem Gipfel 1992 in Helsinki geschaffen. Das Büro des HKNM befindet sich in Den Haag und beschäftigt etwa 10 Mitarbeiter.
Geprägt wurde dieses Amt der stillen Diplomatie seit 1992 durch den Niederländer Max van der Stoel, der 2001 von dem Schweden Rolf Ekéus abgelöst wurde. Von 2007 bis 2013 hatte der ehemalige norwegische Außenminister Knut Vollebaek das Amt des HKNM inne. Am 20. August 2013 hat die ehemalige Europaparlamentarierin und finnische Ministerin für Migration und europäische Angelegenheiten Astrid Thors ihre Amtsperiode als HKNM angetreten. Aktuell bekleidet der kasachische Diplomat Kairat Abdrakhmanov das Amt.
Das Amt soll Spannungen, die den Frieden, die Stabilität oder die guten Beziehungen zwischen den OSZE-Teilnehmerstaaten gefährden könnten und sich aus ethnischen Spannungen entwickeln, erkennen und lösen. Sein Mandat erlaubt dem Hohen Kommissar (High Commissioner on National Minorities, HCNM) das frühe Eingreifen, also die Präventivdiplomatie.
Das Mandat des HKNM ist im Vergleich zu den bisherigen Instrumenten der Konfliktbekämpfung innovativ, da es die zwischenstaatliche Ebene verlässt und so ein direktes Ansetzen im betroffenen Staat ermöglicht. Der HKNM dient der Frühwarnung bei Spannungen in Bezug auf nationale Minderheiten, und er kann im Zuge seines Engagements zum Ergreifen von Frühmaßnahmen vom Hohen Rat ermächtigt werden.
Hochkommissare
| Amtszeit  | Name                 | Staat       |
| --------- | -------------------- | ----------- |
| 1992–2001 | Max van der Stoel    | Niederlande |
| 2001–2007 | Rolf Ekéus           | Schweden    |
| 2007–2013 | Knut Vollebaek       | Norwegen    |
| 2013–2016 | Astrid Thors         | Finnland    |
| 2017–2020 | Lamberto Zannier     | Italien     |
| 2020–2024 | Qairat Äbdirachmanow | Kasachstan  |
| 2024–     | Christophe Kamp      | Niederlande |

### Beauftragter für die Freiheit der Medien
Schließlich wird mit der Entscheidung 193 auf der Sitzung des Ständigen Rats am 5. November 1997 als jüngste dieser drei unabhängigen Institutionen das Amt des Beauftragten für Medienfreiheit (Representative on Freedom of the Media, RFOM) mit Sitz in Wien eingerichtet.
Die Schaffung der Institution des OSZE-Beauftragten für Medienfreiheit geht auf eine deutsche Initiative zurück. Sie beruht auf der Anerkennung der besonderen Bedeutung von OSZE-Verpflichtungen hinsichtlich der Freiheit der Meinungsäußerung und der Rolle freier und pluralistischer Medien. Der Auftrag für die Schaffung der neuen Institution erging durch den OSZE-Gipfel, der im Jahr 1996 in Lissabon stattfand. Das Mandat wurde durch den Ministerrat in Kopenhagen (Dezember 1997) verabschiedet, durch den auch die Ernennung von MdB a. D. Freimut Duve zum ersten OSZE-Beauftragten für Medienfreiheit erfolgte. Sein Nachfolger war von März 2004 bis März 2010 (ebenfalls für die zulässige Dauer von zwei Amtszeiten) der Ungar Miklós Haraszti. Im Juni 2017 wurde Harlem Désir aus Frankreich zum OSZE-Medienbeauftragten ernannt.
Der Medienbeauftragte hat vergleichbar dem Hohen Kommissar für nationale Minderheiten der OSZE eine Frühwarnfunktion. Er wird tätig bei Einschränkungen der Medienfreiheit, die in der Regel Anzeichen einer konfliktträchtigen politischen Entwicklung sind. Bei Verdacht auf ernste Verstöße gegen OSZE-Prinzipien hat der Medienbeauftragte die Möglichkeit, direkte Kontakte mit dem Teilnehmerstaat und anderen Parteien aufzunehmen und den Sachverhalt zu beurteilen sowie dem Teilnehmerstaat Hilfestellung zu leisten und zur Lösung des Problems beizutragen.
Beauftragte für Medienfreiheit
| Amtszeit  | Name            | Staat                   |
| --------- | --------------- | ----------------------- |
| 1998–2004 | Freimut Duve    | Deutschland             |
| 2004–2010 | Miklós Haraszti | Ungarn                  |
| 2010–2017 | Dunja Mijatović | Bosnien und Herzegowina |
| 2017–2020 | Harlem Désir    | Frankreich              |
| 2020–2024 | Teresa Ribeiro  | Portugal                |
| 2024–     | Jan Braathu     | Norwegen                |

### Antisemitismusbeauftragter der OSZE
Das Amt des Antisemitismusbeauftragten der OSZE, der Parliamentary Assembly Special Representative on Anti-Semitism, Racism, and Intolerance (englisch Sonderbeauftragter der Parlamentarischen Versammlung gegen Antisemitismus, Rassismus und Intoleranz), nimmt seit 2015 der US-Senator Benjamin Cardin wahr. In seiner Funktion sensibilisiert er für das anhaltende Problem der Vorurteile und Diskriminierung in der OSZE-Region, mit den Schwerpunkten Antisemitismus, Muslimfeindlichkeit, Migranten- und Flüchtlingsfeindlichkeit sowie Diskriminierung im Justizsystem. Zu seinen Aufgaben gehört die Beratung der PA der OSZE bei der Umsetzung ihrer vereinbarten Strategien und die Entwicklung neuer Strategien zur Stärkung und zum Schutz schutzbedürftiger Gemeinschaften. Er bemüht sich, Vorurteile und Diskriminierungen in den 57 OSZE-Teilnehmerstaaten abzubauen.

### Weitere Gremien und Institutionen
Nicht unmittelbar zur OSZE gehörig, jedoch an die Organisation in Wien angebunden, ist die OSCC, die für die Umsetzung des Vertrags über den Offenen Himmel (Open Skies) verantwortlich ist.

## Geschichte

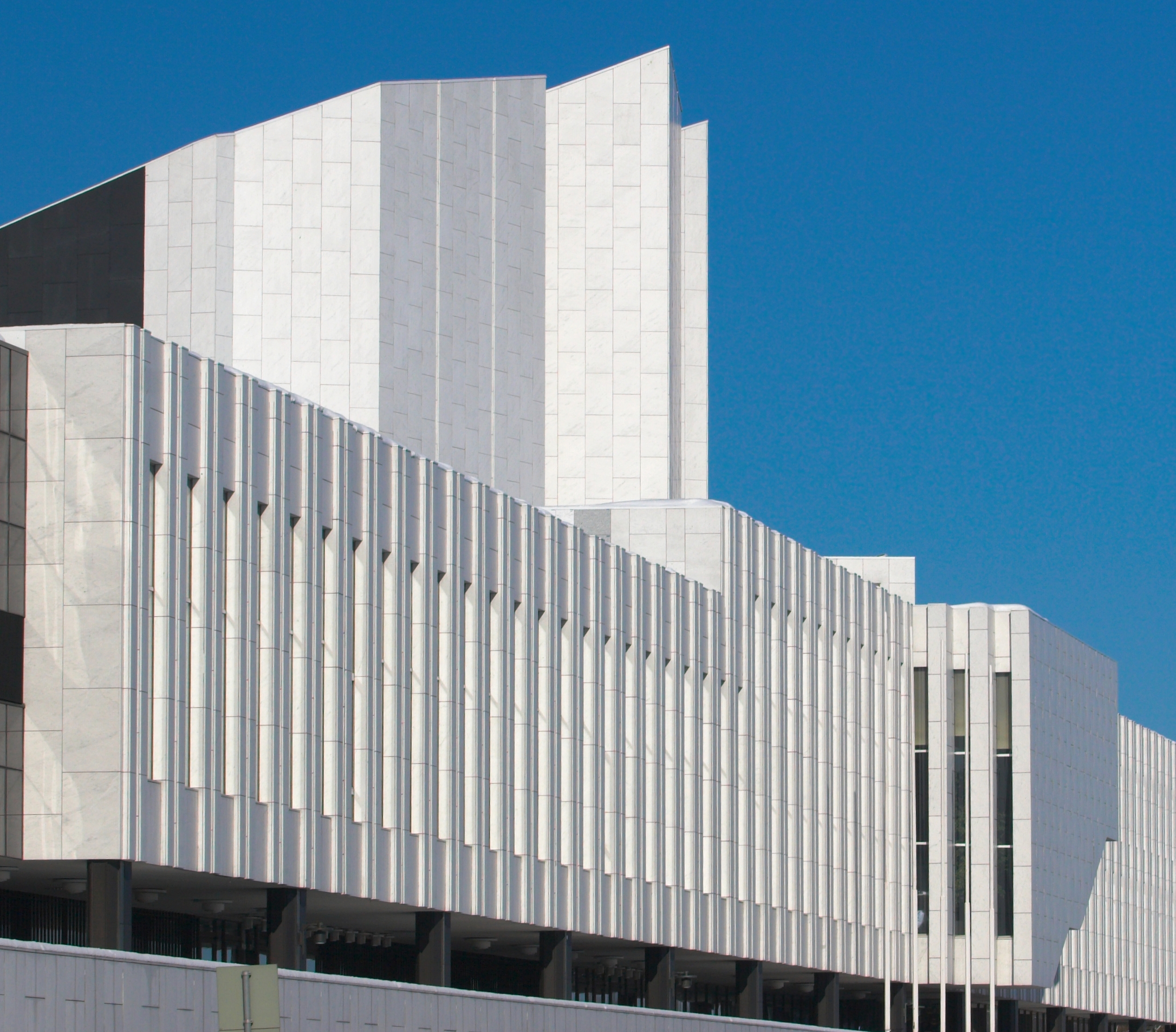
Tagungsort der KSZE: Die Finlandia-Halle

### Vorläufer
Vorläufer der OSZE war die Konferenz über Sicherheit und Zusammenarbeit in Europa (KSZE), die auf eine Initiative des Warschauer Paktes hin zustande kam. Ab den 1950er Jahren hatte die Sowjetunion eine derartige Konferenz gefordert, aber die Westmächte, allen voran Westdeutschland, hatten dies abgelehnt. Bonn befürchtete, aus solchen Gesprächen könne auch eine internationale Akzeptanz der deutschen Teilung entstehen. Erst die neue Ostpolitik der sozial-liberalen Koalition unter Bundeskanzler Willy Brandt (SPD) Anfang der 1970er Jahre brachte den Gedanken einer KSZE im Westen auf die Tagesordnung. Unter Brandts Motto „Wandel durch Annäherung“ wurde die eisige Stimmung des Kalten Krieges aufgelockert und die KSZE ermöglicht. Die erste dieser multinationalen Konferenzen fand von 1973 bis 1975 in Helsinki statt. Teilnehmer der blockübergreifenden Konferenz waren alle europäischen Staaten (mit Ausnahme von Albanien), sowie die USA und Kanada.
Die Konferenz war von einem Tauschgeschäft geprägt: Für den Warschauer Vertrag brachte sie die Anerkennung der Grenzen der Nachkriegsordnung und einen stärkeren wirtschaftlichen Austausch mit dem Westen. Im Gegenzug machte der Osten Zugeständnisse bei den Menschenrechten. In den Folgejahren entstanden in mehreren sozialistischen Ländern Bürgerrechtsbewegungen, die sich auf die Schlussakte von Helsinki beriefen und zum Zusammenbruch des Ostblocks beitrugen, so dass die KSZE entscheidend zum Ende des Ost-West-Konflikts beitrug.
Die ursprünglich als einmalige Veranstaltung geplante Konferenz wurde unter anderem mit den KSZE-Folgekonferenzen in Belgrad (1977–1978), Madrid (1980–1983), Wien (1986–1989) und wiederum Helsinki (1992) fortgeführt.
Am 21. November 1990 wurde in Paris als Schlussdokument der KSZE-Sondergipfelkonferenz von 32 europäischen Ländern sowie den USA und Kanada die Charta von Paris unterschrieben.
Beim KSZE-Gipfeltreffen am 5. und 6. Dezember 1994 in Budapest wurde beschlossen, die KSZE zu institutionalisieren und mit Wirkung vom 1. Januar 1995 in Organisation für Sicherheit und Zusammenarbeit in Europa (OSZE) umzubenennen.

### Gipfeltreffen
In den 1990er Jahren fanden die folgenden Gipfeltreffen statt
- 2. bis 3. Dezember 1996 in Lissabon[13]
- 18. bis 19. November 1999 in Istanbul[14]

Nach einer elfjährigen Pause fand das nächste OSZE-Gipfeltreffen vom 1. bis 2. Dezember 2010 in Astana statt. Den Vorsitz der Konferenz führte der kasachische Präsident Nursultan Nasarbajew. Auffassungsunterschiede zwischen westlichen und östlichen Mitgliedsländern bezüglich einer künftigen inhaltlichen und strategischen Ausrichtung der OSZE führten zu einem weithin ergebnislosen Abschluss der Konferenz. Die Teilnehmer nahmen lediglich eine gemeinsame Erklärung („Erklärung von Astana“) an. Die geplante Verabschiedung eines Aktionsplanes zur Lösung internationaler Konflikte und zur Reform der OSZE scheiterte.

### Treffen des OSZE-Ministerrates
Zum Abschluss des Treffens am 5. Dezember 2014 in Basel gab es Deklarationen, aber keine Abschlusserklärung. Der Vorsitzende Didier Burkhalter erklärte, dass sich die Sicherheitslage in Europa im Jahr 2014 aufgrund des Russisch-Ukrainischen Krieges verschlechtert habe.
Am 3./4. Dezember 2015 tagte der OSZE-Ministerrat in Belgrad. In der Zeit vom 8. Dezember 2016 bis zum 9. Dezember 2016 tagte der OSZE-Ministerrat in Hamburg. Das Treffen fand auf dem Gelände der Hamburg Messe statt. Die Außenminister der Teilnehmerstaaten versammelten sich darüber hinaus am 8. Dezember im Großen Festsaal des Hamburger Rathauses, zu einem gemeinsamen Arbeitsessen. Das Treffen fand in Hamburg statt, weil Deutschland am 1. Januar 2016, zum zweiten Mal nach 1991, den Vorsitz der Organisation für Sicherheit und Zusammenarbeit in Europa übernommen hatte.

## Vorsitz und Treffen
Der Vorsitz wechselt jährlich. Als Vorsitzender agiert jeweils ein Außenminister. 
| Jahr | Staat            | Vorsitzender                                                                 | Treffen (Ort) | Treffen (Datum)   | Bemerkungen                                  |
| ---- | ---------------- | ---------------------------------------------------------------------------- | ------------- | ----------------- | -------------------------------------------- |
| 1991 | Deutschland      | Hans-Dietrich Genscher (ab 19. Juni)                                         |               |                   |                                              |
| 1992 | Tschechoslowakei | Jiří Dienstbier (bis 2. Juli); Jozef Moravčík (ab 3. Juli)                   |               |                   |                                              |
| 1993 | Schweden         | Margaretha af Ugglas                                                         |               |                   |                                              |
| 1994 | Italien          | Beniamino Andreatta (bis 11. Mai); Antonio Martino (ab 12. Mai)              |               |                   |                                              |
| 1995 | Ungarn           | László Kovács                                                                |               |                   |                                              |
| 1996 | Schweiz          | Flavio Cotti                                                                 |               |                   |                                              |
| 1997 | Dänemark         | Niels Helveg Petersen                                                        |               |                   |                                              |
| 1998 | Polen            | Bronisław Geremek                                                            |               |                   |                                              |
| 1999 | Norwegen         | Knut Vollebæk                                                                |               |                   |                                              |
| 2000 | Österreich       | Wolfgang Schüssel (bis 4. Februar); Benita Ferrero-Waldner (ab 5. Februar)   |               |                   |                                              |
| 2001 | Rumänien         | Mircea Geoană                                                                |               |                   |                                              |
| 2002 | Portugal         | Jaime Gama (bis 6. April); Antonio Martins da Cruz (ab 7. April)             |               |                   |                                              |
| 2003 | Niederlande      | Jaap de Hoop Scheffer (bis 3. Dezember); Bernard Bot (ab 4. Dezember)        |               |                   |                                              |
| 2004 | Bulgarien        | Solomon Passy                                                                |               |                   |                                              |
| 2005 | Slowenien        | Dimitrij Rupel                                                               |               |                   |                                              |
| 2006 | Belgien          | Karel de Gucht                                                               |               |                   |                                              |
| 2007 | Spanien          | Miguel Ángel Moratinos                                                       |               |                   |                                              |
| 2008 | Finnland         | Ilkka Kanerva (bis 4. April); Alexander Stubb (ab 5. April)                  |               |                   |                                              |
| 2009 | Griechenland     | Dora Bakoyannis (bis 5. Oktober); Georgios Papandreou junior (ab 6. Oktober) |               |                   |                                              |
| 2010 | Kasachstan       | Qanat Saudabajew                                                             | Astana        | 01.–02.12.2010    | 1. Gipfeltreffen nach elfjähriger Pause      |
| 2011 | Litauen          | Audronius Ažubalis                                                           |               |                   |                                              |
| 2012 | Irland           | Eamon Gilmore                                                                |               |                   |                                              |
| 2013 | Ukraine          | Leonid Koschara                                                              |               |                   |                                              |
| 2014 | Schweiz          | Didier Burkhalter                                                            | Basel         | 05.12.2014        | Deklarationen, aber keine Abschlusserklärung |
| 2015 | Serbien          | Ivica Dačić                                                                  | Belgrad       | 03.–04.12.2015    |                                              |
| 2016 | Deutschland      | Frank-Walter Steinmeier                                                      | Hamburg       | 08.–09.12.2016    |                                              |
| 2017 | Österreich       | Sebastian Kurz (bis 18. Dezember); Karin Kneissl (ab 18. Dezember)           | Wien          | 07.–08.12.2017    |                                              |
| 2018 | Italien          | Enzo Moavero Milanesi                                                        | Mailand       | 06.–07.12.2018    |                                              |
| 2019 | Slowakei         | Miroslav Lajčák                                                              |               |                   |                                              |
| 2020 | Albanien         | Edi Rama                                                                     |               |                   |                                              |
| 2021 | Schweden         | Ann Linde                                                                    |               |                   |                                              |
| 2022 | Polen            | Zbigniew Rau                                                                 |               |                   |                                              |
| 2023 | Nordmazedonien   | Bujar Osmani                                                                 | Skopje        | 30.11.–01.12.2023 |                                              |
| 2024 | Malta            | Ian Borg                                                                     |               |                   |                                              |
| 2025 | Finnland         |                                                                              |               |                   |                                              |
| 2026 | Schweiz          |                                                                              |               |                   | [ 21 ]                                       |

## Teilnehmerstaaten

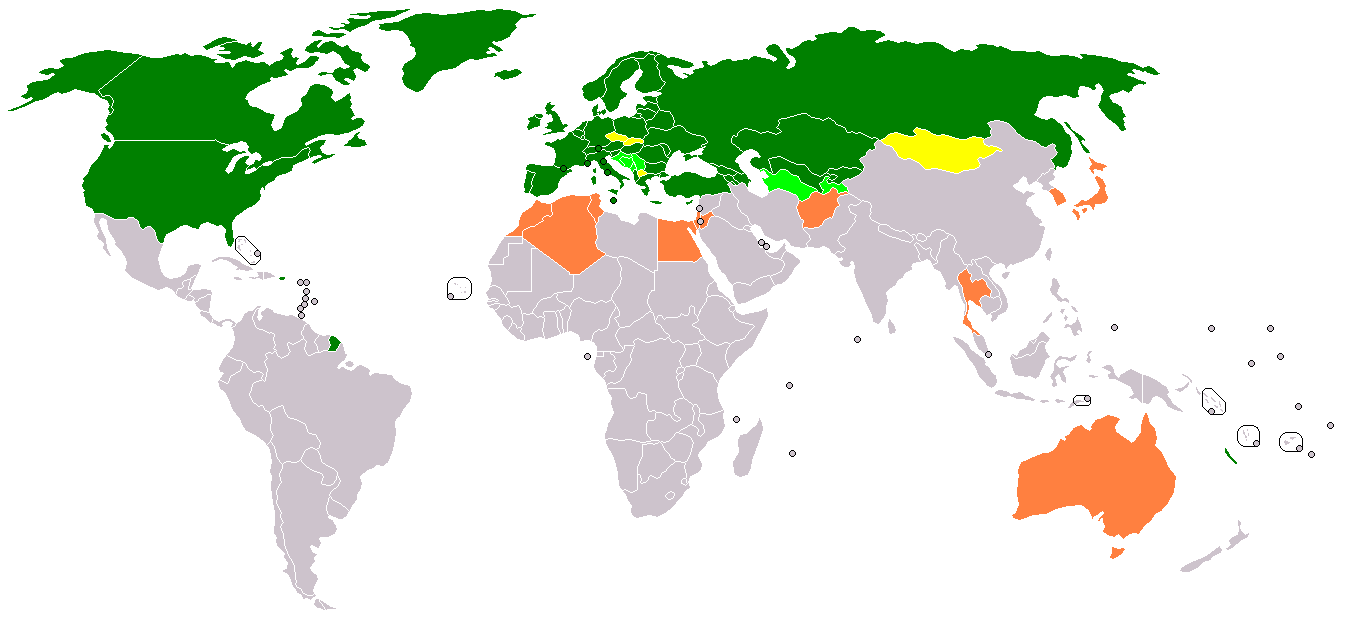
Schlussakte von Helsinki und Charta von Paris unterzeichnet
Schlussakte von Helsinki unterzeichnet
keine Unterzeichnung
Partnerstaaten

| Staat | Beitritt           | Schlussakte von Helsinki unterzeichnet | Pariser Charta unterzeichnet |
| --- | ------------------ | -------------------------------------- | ---------------------------- |
| Albanien | 19. Juni 1991      | 16. September 1991                     | 17. September 1991           |
| Andorra | 25. April 1996     | 10. November 1999                      | 17. Februar 1998             |
| Armenien | 30. Januar 1992    | 8. Juli 1992                           | 17. April 1992               |
| Aserbaidschan | 30. Januar 1992    | 8. Juli 1992                           | 20. Dezember 1993            |
| Belarus | 30. Januar 1992    | 26. Februar 1992                       | 8. April 1993                |
| Belgien | 25. Juni 1973      | 1. August 1975                         | 21. November 1990            |
| Bosnien und Herzegowina | 30. April 1992     | 8. Juli 1992                           |                              |
| Bulgarien | 25. Juni 1973      | 1. August 1975                         | 21. November 1990            |
| Dänemark | 25. Juni 1973      | 1. August 1975                         | 21. November 1990            |
| Deutschland | 25. Juni 1973      | 1. August 1975                         | 21. November 1990            |
| Estland | 10. September 1991 | 14. Oktober 1992                       | 6. Dezember 1991             |
| Finnland | 25. Juni 1973      | 1. August 1975                         | 21. November 1990            |
| Frankreich | 25. Juni 1973      | 1. August 1975                         | 21. November 1990            |
| Georgien | 24. März 1992      | 8. Juli 1992                           | 21. Januar 1994              |
| Griechenland | 25. Juni 1973      | 1. August 1975                         | 21. November 1990            |
| Heiliger Stuhl | 25. Juni 1973      | 1. August 1975                         | 21. November 1990            |
| Irland | 25. Juni 1973      | 1. August 1975                         | 21. November 1990            |
| Island | 25. Juni 1973      | 1. August 1975                         | 21. November 1990            |
| Italien | 25. Juni 1973      | 1. August 1975                         | 21. November 1990            |
| Kanada | 25. Juni 1973      | 1. August 1975                         | 21. November 1990            |
| Kasachstan | 30. Januar 1992    | 8. Juli 1992                           | 23. September 1992           |
| Kirgisistan | 30. Januar 1992    | 8. Juli 1992                           | 3. Juni 1994                 |
| Kroatien | 24. März 1992      | 8. Juli 1992                           |                              |
| Lettland | 10. September 1991 | 14. Oktober 1991                       | 6. Dezember 1991             |
| Liechtenstein | 25. Juni 1973      | 1. August 1975                         | 21. November 1990            |
| Litauen | 10. September 1991 | 14. Oktober 1991                       | 6. Dezember 1991             |
| Luxemburg | 25. Juni 1973      | 1. August 1975                         | 21. November 1990            |
| Malta | 25. Juni 1973      | 1. August 1975                         | 21. November 1990            |
| Moldau | 30. Januar 1992    | 26. Februar 1992                       | 29. Januar 1993              |
| Monaco | 25. Juni 1973      | 1. August 1975                         | 21. November 1990            |
| Mongolei | 21. November 2012  |                                        |                              |
| Montenegro | 22. Juni 2006      | 1. September 2006                      |                              |
| Königreich der Niederlande                                                                                                   | 25. Juni 1973      | 1. August 1975                         | 21. November 1990            |
| Nordmazedonien | 12. Oktober 1995   |                                        |                              |
| Norwegen | 25. Juni 1973      | 1. August 1975                         | 21. November 1990            |
| Österreich | 25. Juni 1973      | 1. August 1975                         | 21. November 1990            |
| Polen | 25. Juni 1973      | 1. August 1975                         | 21. November 1990            |
| Portugal | 25. Juni 1973      | 1. August 1975                         | 21. November 1990            |
| Rumänien | 25. Juni 1973      | 1. August 1975                         | 21. November 1990            |
| Russland ab 30. Januar 1992 als Rechtsnachfolger der Sowjetunion                                                             | 25. Juni 1973      | 1. August 1975                         | 21. November 1990            |
| San Marino | 25. Juni 1973      | 1. August 1975                         | 21. November 1990            |
| Schweden | 25. Juni 1973      | 1. August 1975                         | 21. November 1990            |
| Schweiz | 25. Juni 1973      | 1. August 1975                         | 21. November 1990            |
| Serbien seit 3. Juni 2006 als Rechtsnachfolger von Jugoslawien und Serbien und Montenegro (4. Februar 2003 bis 3. Juni 2006) | 25. Juni 1973      | 1. August 1975                         | 21. November 1990            |
| Slowakei | 1. Januar 1993     |                                        |                              |
| Slowenien | 24. März 1992      | 8. Juli 1992                           | 8. März 1993                 |
| Spanien | 25. Juni 1973      | 1. August 1975                         | 21. November 1990            |
| Tadschikistan | 30. Januar 1992    | 26. Februar 1992                       |                              |
| Tschechien | 1. Januar 1993     |                                        |                              |
| Türkei | 25. Juni 1973      | 1. August 1975                         | 21. November 1990            |
| Turkmenistan | 30. Januar 1992    | 8. Juli 1992                           |                              |
| Ukraine | 30. Januar 1992    | 26. Februar 1992                       | 16. Juni 1992                |
| Ungarn | 25. Juni 1973      | 1. August 1975                         | 21. November 1990            |
| Usbekistan | 30. Januar 1992    | 26. Februar 1992                       | 27. Oktober 1993             |
| Vereinigtes Königreich | 25. Juni 1973      | 1. August 1975                         | 21. November 1990            |
| Vereinigte Staaten | 25. Juni 1973      | 1. August 1975                         | 21. November 1990            |
| Zypern | 25. Juni 1973      | 1. August 1975                         | 21. November 1990            |

| Staat       | Kooperiert seit |
| ----------- | --------------- |
| Afghanistan | 2003            |
| Ägypten     | 1975            |
| Algerien    | 1975            |
| Australien  | 2009            |
| Israel      | 1975            |
| Japan       | 1992            |
| Jordanien   | 1998            |
| Marokko     | 1975            |
| Südkorea    | 1994            |
| Thailand    | 2000            |
| Tunesien    | 1975            |

## Rechtlicher Status
Trotz ihrer Bezeichnung ist es fraglich, ob die OSZE den Charakter einer internationalen Organisation hat, da Artikel 22 der Budapester Erklärung die Hinterlegung beim Generalsekretariat der Vereinten Nationen (gemäß Artikel 102 der Charta der Vereinten Nationen) explizit nicht vorsieht. Der Generalsekretär der Vereinten Nationen hat daher wiederholt auf eine Klärung der Rechtsnatur der OSZE gedrängt. Eine internationale Expertenkommission hat die OSZE aufgrund ihrer Tätigkeiten als internationale Organisation eingestuft; die herrschende Lehrmeinung sowie auch die weit überwiegende Staatenpraxis behandelt die OSZE jedoch nicht als Internationale Organisation.

## Ehrungen und Auszeichnungen
- 2015: Kaiser Otto Preis
- 2015: Ewald-von-Kleist-Preis
- 2015: Integrationspreis der Stiftung Apfelbaum

## Kritik
Die OSZE wird teilweise vor allem von russischer Seite dafür kritisiert, dass die russischen Vorschläge über die Entwicklung der OSZE zu "einer Art regionalen UNO" abgelehnt wurde und ihr Mandat auf die Überwachung von Wahlen und Menschenrechten und die Konfliktregelung auf die Staaten des ehemaligen "Ostblocks"  verengt worden sei. Das politische Profil sei unausgewogen, funktional (Überbetonung der Menschenrechts- und Demokratiethemen) und geographisch (Ost-West).